# Bergsteigerdörfer
Die Bergsteigerdörfer sind eine länder- und kulturübergreifende Initiative, die vom Österreichischen Alpenverein und bis 2018 mit Unterstützung des Ministeriums für ein lebenswertes Österreich im Zeichen touristischer Nachhaltigkeit ins Leben gerufen wurde. Finanzielle Mittel wurden außerdem aus dem Europäischen Landwirtschaftsfonds für die Entwicklung des ländlichen Raums (derzeit EL 2014–2020) bereitgestellt. Seit 2015 wurden die nationalen Alpenvereine der Nachbarländer Deutschland, Italien (Südtirol mit seinem eigenen Alpenverein), Slowenien und der Schweiz schrittweise in die auch als Umsetzungsprojekt der Alpenkonvention ausgezeichnete Initiative involviert.

## Konzept

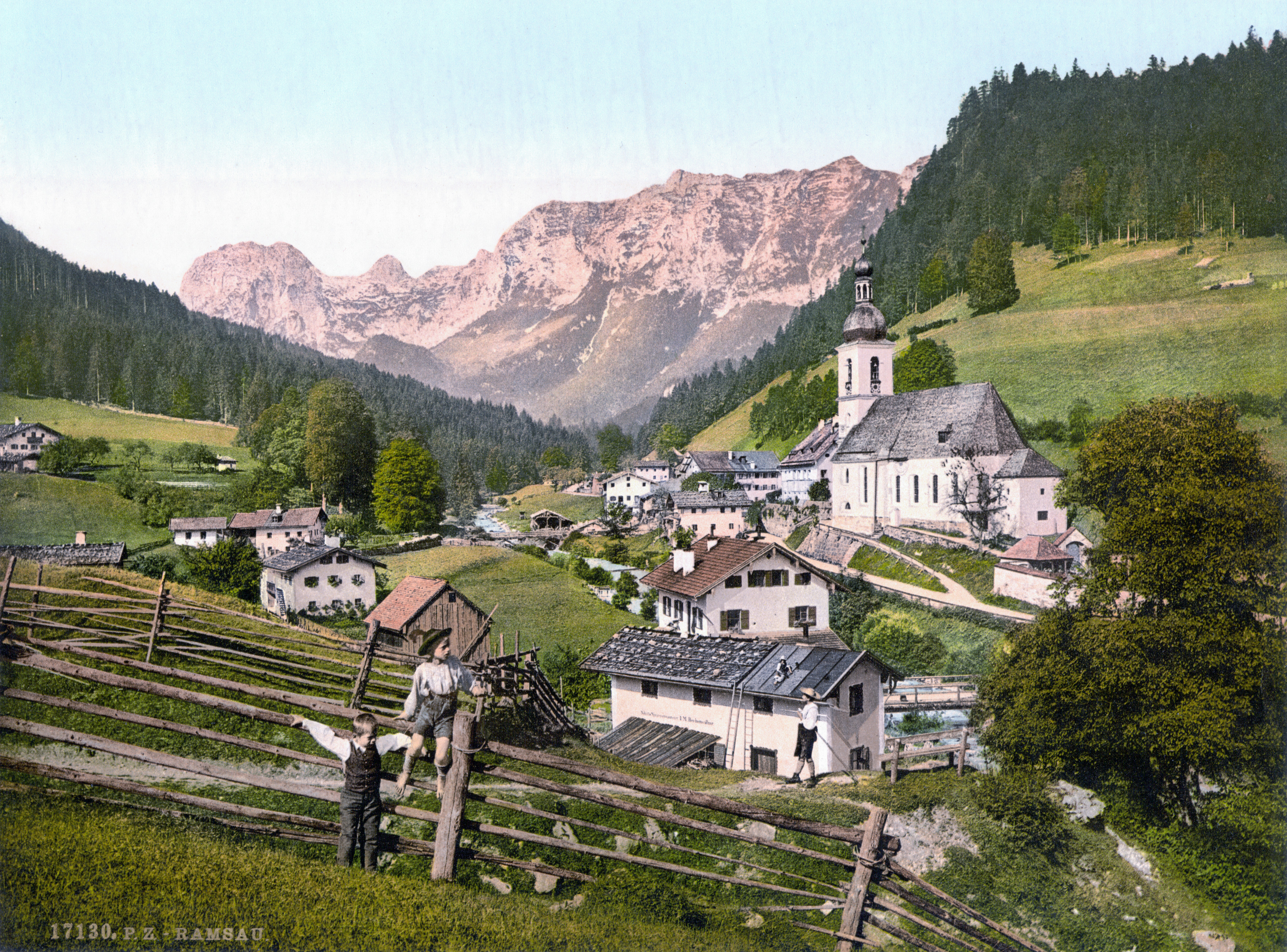
Historische Ansicht des ersten DAV-Bergsteigerdorfes Ramsau

Nach dreijährigen Vorarbeiten wurde das Projekt im Juli 2008 in einer Startkonferenz in Ginzling ins Leben gerufen. Neben dem Konferenzort verpflichteten sich 16 Gemeinden und Dörfer zur Förderung einer alternativen und naturnahen Tourismusentwicklung. Den Rahmen der Initiative bildet die Alpenkonvention, deren Hauptziel eine nachhaltige Entwicklung im gesamten Alpenraum ist. 2016 wurde die Initiative im Rahmen der Jahrestagung in Vent als offizielles Umsetzungsprojekt der Alpenkonvention ausgezeichnet und ein Memorandum of Understanding unterzeichnet.
Der Titel Bergsteigerdorf versteht sich auch als Qualitätssiegel, weshalb Bewerber einen strengen Kriterienkatalog zu erfüllen haben, ehe sie die Bezeichnung offiziell tragen dürfen.
Die wesentlichen Inhalte bzw. Grundsätze der Bergsteigerdörfer-Initiative lauten:
- Bewahrung der örtlichen Kultur und Tradition
- Nachhaltiger Tourismus unter Verzicht auf technische Erschließungsmaßnahmen, wenige, qualitativ hochwertige Beherbergungsbetriebe und Fokus auf ein anspruchsvolles Bergsportangebot
- Ortsbildtypische Bebauung
- Nachhaltige Bergland- und Forstwirtschaft unter dem Aspekt der Produktion und Vermarktung lokaler und regionaler Erzeugnisse
- Aktiver Natur- und Landschaftsschutz
- Sanfte Mobilität und weitläufiger Verzicht auf motorisierten Verkehr
- Kommunikation und Informationsaustausch untereinander[6]

Nach Prüfung und Unterstützung durch die nationalen Vereine entscheidet ein internationales Gremium über die Aufnahme neuer Mitglieder.
Dem Gründungsmitglied Kals am Großglockner wurde der Status Bergsteigerdorf am Ende des Jahres 2011 aberkannt, nachdem sich die Gemeinde entschieden hatte, nach einer Skigebietszusammenführung mit Matrei auch den Bau eines Chaletdorfes außerhalb des historischen Ortskerns in Großdorf voranzutreiben. 2018 beendete die Gemeinde Reichenau an der Rax die Kooperation.

## Erweiterung
In Österreich befindet sich mit Ausnahme von Wien und dem Burgenland in jedem Bundesland mindestens ein Bergsteigerdorf.
Zu den verbliebenen 16 Gründungsorten kamen zwischen 2011 und 2013 Mauthen, St. Jodok mit dem Schmirn- und Valsertal, Zell/Sele, die Region Sellraintal sowie das Gschnitztal hinzu.
Ab Sommer 2013 liefen in Deutschland Überlegungen, das Projekt nach Bayern zu holen. Nach Unterzeichnung eines Partnerschaftsabkommens mit dem ÖAV als Projektinitiator gab der DAV im Februar 2015 bekannt, dass das Projekt auch nach Deutschland, genauer gesagt nach Bayern kommen wird, und verlieh im September desselben Jahres als erster deutscher Gemeinde Ramsau bei Berchtesgaden das Siegel Bergsteigerdorf. Zwei Jahre später wurde das Projekt um die ebenfalls in Oberbayern gelegenen Gemeinden Sachrang und Schleching erweitert, 2018 folgte Kreuth.
Die Initiative wurde auch vom Alpenverein Südtirol aufgegriffen und seit 2017 ist Matsch erstes Südtiroler Bergsteigerdorf.
2018 wurde mit Jezersko das erste slowenische Mitglied aufgenommen. Mit Lungiarü (Südtirol) und Val di Zoldo (Venetien) kamen außerdem zwei neue italienische Orte dazu, wobei letzterer bereits mehrere Jahre via dem INTERREG-Programm der EU mit den Bergsteigerdörfern kooperierte. Im Sommer 2019 wurde Luče in Slowenien in die Gemeinschaft aufgenommen. 2021 gibt es gleich 6 neue Bergsteigerdörfer: den Anfang machten die Beitrittsfeiern der beiden ersten Schweizer Bergsteigerdörfer - St. Antönien und Lavin, Guarda & Ardez. Am 12. September 2021 traten die beiden Österreichischen Kandidaten Göriach und Steinberg am Rofan bei, im Herbst folgen die italienischen Dörfer Balme und Triora. Im April 2022 trat die Gemeinde Paularo der Initiative der Bergsteigerdörfer bei. Das Jahr 2023 brachte eine Erweiterung um zwei Dörfer in Italien und Slowenien, im Juni trat die Gemeinde Crissolo der Initiative bei, im August folgte mit Dovje-Mojstrana (Ortsteil der Gemeinde Kranjska-Gora) das dritte Bergsteigerdorf ins Slowenien. Das Jahr 2024 hat zwei neue Kandidaten zur Initiative der Bergsteigerdörfer gebracht: im Mai wurden das Valle Onsernonen (Tessin) und das Valle di Lozio (Lombardei) aufgenommen. Der slowenische Alpenverein konnte 2025 im Mai sein viertes Dorf in den Kreis der Bergsteigerdörfer führen. Das Tal Baška grapa gehört zur Gemeinde Tolmin und umfasst mehrere Ortschaften. Mit den beiden Schweizer Dörfern Campo Vallemaggia (Tessin, Aufnahme im Juni 2025) und Lauenen (Berner Oberland, Beitritt im August 2025) sind mit Stand 2025 43 Dörfer in dieser Initiative vertreten.

## Liste der Bergsteigerdörfer
| Bergsteigerdorf                   | Höhe (m) | Region                  | Land        | Höchster Gipfel     | Höhe (m) | Gebirgsgruppe (AVE)                                            | Jahr |
| --------------------------------- | -------- | ----------------------- | ----------- | ------------------- | -------- | -------------------------------------------------------------- | ---- |
| Balme                             | 1486     | Piemont                 | Italien     | Uia di Ciamarella   | 3676     | Grajische Alpen                                                | 2021 |
| Baška grapa                       | 535      | Primorska               | Slowenien   | Veliki Raskovec     | 1967     | Bohinjsko-Tolmin-Gebirge Cerkljansko-Gebirge                   | 2025 |
| Campo Vallemaggia                 | 1320     | Tessin                  | Schweiz     | Pizzo Quadro        | 2793     | Lepontinische Alpen                                            | 2025 |
| Crissolo                          | 1333     | Piemont                 | Italien     | Monviso             | 3841     | Cottische Alpen                                                | 2023 |
| Dovje-Mojstrana                   | 704      | Gorenjska               | Slowenien   | Triglav             | 2864     | Julische Alpen Karawanken                                      | 2023 |
| Ginzling                          | 0999     | Tirol                   | Österreich  | Großer Löffler      | 3379     | Zillertaler Alpen                                              | 2008 |
| Großes Walsertal                  | 1486     | Vorarlberg              | Österreich  | Rote Wand           | 2704     | Bregenzerwaldgebirge Lechquellengebirge                        | 2008 |
| Grünau im Almtal                  | 0528     | Oberösterreich          | Österreich  | Großer Priel        | 2515     | Oberösterreichische Voralpen Salzkammergut-Berge Totes Gebirge | 2008 |
| Gschnitztal                       | 1242     | Tirol                   | Österreich  | Habicht             | 3277     | Stubaier Alpen                                                 | 2019 |
| Göriach                           | 1180     | Salzburg                | Österreich  | Hochgolling         | 2862     | Schladminger Tauern                                            | 2021 |
| Hüttschlag im Großarltal          | 1030     | Salzburg                | Österreich  | Keeskogel           | 2884     | Ankogelgruppe                                                  | 2008 |
| Jezersko                          | 0880     | Gorenjska               | Slowenien   | Grintovec           | 2558     | Karawanken Steiner Alpen                                       | 2018 |
| Johnsbach im Gesäuse              | 0769     | Steiermark              | Österreich  | Hochtor             | 2369     | Ennstaler Alpen                                                | 2008 |
| Kreuth                            | 0783     | Bayern                  | Deutschland | Halserspitz         | 1863     | Bayerische Voralpen                                            | 2018 |
| Lauenen                           | 1241     | Berner Oberland         | Schweiz     | Wildhorn            | 3250     | Berner Alpen                                                   | 2025 |
| Lavin, Guarda & Ardez             |          | Unterengadin            | Schweiz     | Piz Linard          | 3411     | Silvretta                                                      | 2021 |
| Lesachtal                         | 1044     | Kärnten                 | Österreich  | Hohe Warte          | 2780     | Gailtaler Alpen Karnischer Hauptkamm                           | 2008 |
| Luče                              | 0522     | Savinjska               | Slowenien   | Ojstrica            | 2350     | Steiner Alpen Karawanken und Bachergebirge                     | 2019 |
| Lungiarü                          | 1400     | Südtirol                | Italien     | Östliche Puezspitze | 2913     | Dolomiten                                                      | 2018 |
| Lunz am See                       | 0605     | Niederösterreich        | Österreich  | Dürrenstein         | 1878     | Ybbstaler Alpen                                                | 2008 |
| Mallnitz                          | 1191     | Kärnten                 | Österreich  | Hochalmspitze       | 3360     | Ankogelgruppe Goldberggruppe                                   | 2008 |
| Malta                             | 0843     | Kärnten                 | Österreich  | Hochalmspitze       | 3360     | Ankogelgruppe                                                  | 2008 |
| Matsch                            | 1580     | Südtirol                | Italien     | Weißkugel           | 3738     | Ötztaler Alpen                                                 | 2017 |
| Mauthen                           | 0710     | Kärnten                 | Österreich  | Kellerspitzen       | 2774     | Karnischer Hauptkamm                                           | 2011 |
| Paularo                           | 0648     | Friaul-Julisch Venetien | Italien     | Trogkofel           | 2279     | Karnischer Hauptkamm                                           | 2022 |
| Ramsau bei Berchtesgaden          | 0670     | Bayern                  | Deutschland | Watzmann            | 2713     | Berchtesgadener Alpen                                          | 2015 |
| Sachrang                          | 0738     | Bayern                  | Deutschland | Geigelstein         | 1808     | Chiemgauer Alpen                                               | 2017 |
| St. Jodok, Schmirn- und Valsertal | 1100     | Tirol                   | Österreich  | Olperer             | 3476     | Zillertaler Alpen                                              | 2012 |
| Schleching                        | 0569     | Bayern                  | Deutschland | Geigelstein         | 1808     | Chiemgauer Alpen                                               | 2017 |
| Region Sellraintal                | 1513     | Tirol                   | Österreich  | Lüsener Fernerkogel | 3298     | Stubaier Alpen                                                 | 2013 |
| St. Antönien                      | 1459     | Graubünden              | Schweiz     | Madrisahorn         | 2826     | Rätikon                                                        | 2021 |
| Steinbach am Attersee             | 0509     | Oberösterreich          | Österreich  | Großer Höllkogel    | 1862     | Salzkammergut-Berge                                            | 2008 |
| Steinberg am Rofan                | 1010     | Tirol                   | Österreich  | Guffert             | 2194     | Brandenberger Alpen                                            | 2021 |
| Steirische Krakau                 | 1173     | Steiermark              | Österreich  | Roteck              | 2742     | Schladminger Tauern                                            | 2008 |
| Tiroler Gailtal                   | 1450     | Tirol                   | Österreich  | Große Kinigat       | 2689     | Gailtaler Alpen Karnischer Hauptkamm                           | 2008 |
| Triora                            | 780      | Piemont                 | Italien     | Monte Saccarello    | 2201     | Ligurische Alpen                                               | 2021 |
| Valle di Lozio                    | 01020    | Lombardei               | Italien     | Cima Bachetta       | 2549     | Bergamasker Alpen                                              | 2024 |
| Val di Zoldo                      | 1460     | Venetien                | Italien     | Civetta             | 3220     | Dolomiten                                                      | 2018 |
| Valle Onsernone                   | 800      | Tessin                  | Schweiz     | Rosso di Ribia      | 2541     | Tessiner Alpen                                                 | 2024 |
| Vent im Ötztal                    | 1895     | Tirol                   | Österreich  | Wildspitze          | 3772     | Ötztaler Alpen                                                 | 2008 |
| Villgratental                     | 1639     | Tirol                   | Österreich  | Weiße Spitze        | 2962     | Villgratner Berge                                              | 2008 |
| Weißbach bei Lofer                | 0666     | Salzburg                | Österreich  | Birnhorn            | 2634     | Loferer und Leoganger Steinberge Berchtesgadener Alpen         | 2008 |
| Zell/Sele                         | 0950     | Kärnten                 | Österreich  | Hochobir            | 2139     | Karawanken                                                     | 2013 |

### Ehemalige Bergsteigerdörfer
| Bergsteigerdorf      | Höhe (m) | Region           | Land       | Höchster Gipfel | Höhe (m) | Gebirgsgruppe (AVE)                            | Jahr      | Grund des Ausscheidens                                                                       |
| -------------------- | -------- | ---------------- | ---------- | --------------- | -------- | ---------------------------------------------- | --------- | -------------------------------------------------------------------------------------------- |
| Kals am Großglockner | 1324     | Tirol            | Österreich | Großglockner    | 3798     | Glocknergruppe Granatspitzgruppe Schobergruppe | 2008–2011 | Bau einer Chaletanlage außerhalb des historischen Ortskerns, Skischaukel Großglockner Resort |
| Reichenau an der Rax | 0484     | Niederösterreich | Österreich | Schneeberg      | 2076     | Rax-Schneeberg-Gruppe                          | 2008–2018 | Kooperation wurde von Seiten der Gemeinde nicht verlängert                                   |

## Rezeption
Die Bergsteigerdörfer, die sich als Gegenbewegung zum Massentourismus verstehen, werden auch vielfach so wahrgenommen. Mit dem Hinzukommen neuer Mitglieder entwickle sich die Initiative laut einem Artikel der Süddeutschen Zeitung von einer „romantischen Idee“ zu einem alpenweiten Netzwerk. Mitbegründer Peter Haßlacher, jahrzehntelanger Leiter der ÖAV-Abteilung für Raumplanung und Naturschutz sowie langjähriger österreichischer Vorsitzender der Alpenschutzkommission CIPRA, wollte den Aspekt der Nachhaltigkeit nicht nur im ökologischen Sinne, sondern auch vor dem Hintergrund des Bergsteigens als alpinem Erbe verstanden wissen.
Das Bayerische Fernsehen widmete den Bergsteigerdörfern 2015 eine Episode der Dokumentarreihe Unter unserem Himmel, in der die Gemeinden Lesachtal, Obertilliach und Ramsau bei Berchtesgaden im Fokus standen. Neben ersten Bilanzen wurden auch Erwartungen gezeigt, die mit der Ernennung zum Bergsteigerdorf oft einhergehen. Während im Lesachtal einige Familienbetriebe mit steigenden Nächtigungszahlen von der Initiative profitierten, hätte im Tiroler Gailtal zumindest eine Bewusstseinsschärfung stattgefunden. In Ramsau erwartete man sich neben einer Signalwirkung auf umliegende Gemeinden auch – unabhängig vom wirtschaftlichen Interesse – einen kritischeren Umgang mit Bauvorhaben, bessere Unterstützung kleinbäuerlicher Betriebe sowie allgemein größere Chancen auf Förderungen. Auch Matsch und Jezersko erhofften sich einen langfristig höheren Bekanntheitsgrad mehr Übernachtungsgäste, ohne dabei überlaufen zu werden.
In Ramsau habe der Titel Bergsteigerdorf wie auch in Kartitsch zwar zur Identifikation innerhalb der Gemeinde beigetragen, ein Großteil der Gäste wüsste zwei Jahre nach Verleihung mit dem Begriff jedoch nichts anzufangen. Eine touristische Vermarktungsstrategie abseits einer gewissen Klientel sei somit nicht realisierbar. Kritiker sehen in der Initiative ein „Sammelbecken der Abgehängten“. Zudem könnten die strengen Umweltauflagen eine mögliche touristische Entwicklung sogar hemmen. Im Osttiroler Kals etwa, wo Bauprojekte zu einem Ausschluss aus der Gemeinschaft führten, sah man die finanziellen Interessen der Gemeinde nicht mehr mit dem Kriterienkatalog vereinbar.
Grundlegende Probleme des strukturschwachen ländlichen Raums wie die Abwanderung könnten durch die Bergsteigerdörfer ohnehin nicht gelöst werden.
Der Fachbereich Verkehrssystemplanung der Technischen Universität Wien bot im Studienjahr 2010/11 in Zusammenarbeit mit dem ÖAV ein Projekt an, das dabei helfen sollte, innovative Mobilitätskonzepte für ausgewählte Bergsteigerdörfer zu erarbeiten.